# Karl Arthur Held
Karl Arthur Held (* 5. Januar 1884 in Eisleben; † 6. August 1939 in Höxter) war ein deutscher Landschaftsmaler und Autor.

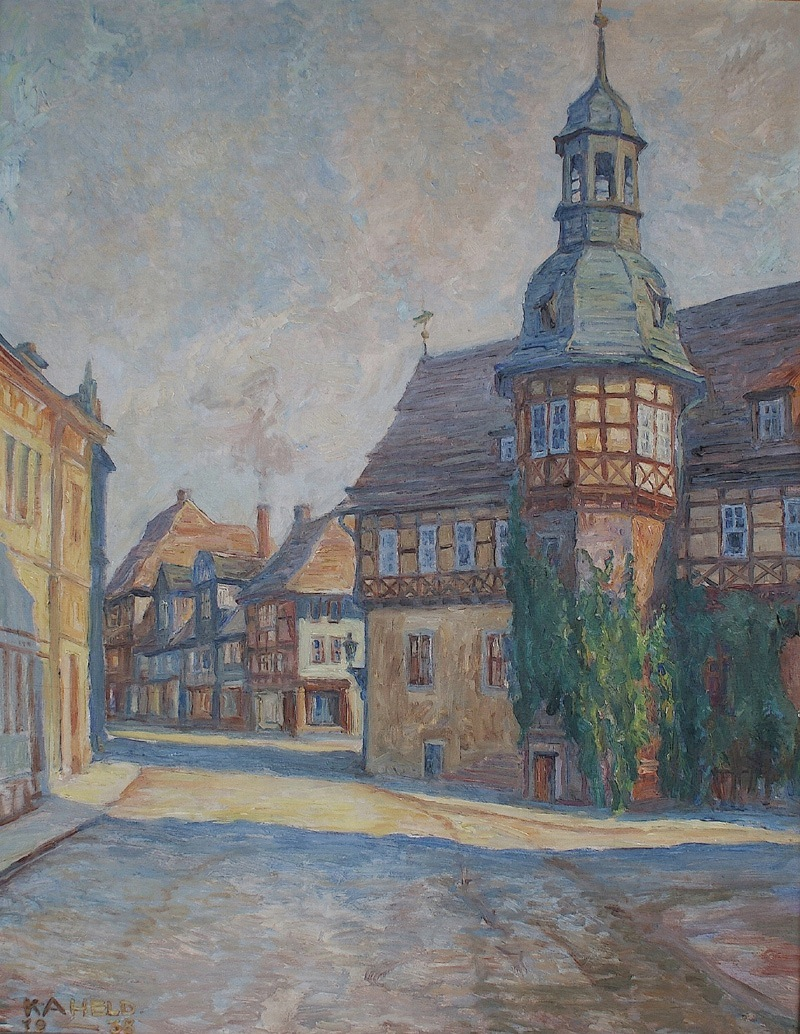
Historisches Rathaus in Höxter, Ölgemälde von 1938 (Privatbesitz)

## Leben und Werk
Held studierte 1908–1910 an der Kunstschule Berlin, dann bei Paul Bunke an der Weimarer Malerschule. Später lebte er in Höxter an der Weser und war ab 1. April 1919 Zeichenlehrer am König-Wilhelm-Gymnasium. Held widmete sich hauptsächlich der Landschaftsmalerei, wobei er seiner Wahlheimat, dem Weserbergland besonders verbunden war und hier zahlreiche Motive fand. Eine Reihe seiner Bilder veröffentlichte er in einem Buch über die Weser. Daneben fertigte er auch Holzplastiken an. Held war ab 1. Mai 1933 Mitglied der NSDAP, ab 1934 Mitglied im Nationalsozialistischen Lehrer-Bund (NSLB) sowie NSDAP-Kreiskulturwart.

## Veröffentlichungen und Werke
- 1912: Bremische Kunstausstellung, 30. November 1912 bis Anfang Januar 1913
- 1913: "Malerische Winkel aus Alt-Eisleben", fünf bisher bekannte Federzeichnungen auf Postkarten
- 1925: Schumacher, Georg; Held, Karl Arthur: Die Weser in Geschichte und Sage, Mit 30 eingedr. Federzeichn. Holzminden: Hüpke & Sohn
- 1925: Die Weser im Bilde, 25 Künstler-Federzeichn, 2 Mappen, Holzminden: Hüpke & Sohn
- 1925: Heimatbuch des Kreises Höxter, Bd. 1, 8 Federzeichnungen
- 1927: Heimatbuch des Kreises Höxter, Bd. 2, 8 Federzeichnungen und Beitrag Hausmarken, Betrachtungen v. KA Held
- 1930: An der Mauer Höxter, Gemälde, Öl/Platte, 40 × 50 cm
- um 1930: Grubestrasse, Gemälde, Öl/Platte, 50 × 45 cm
- um 1930: Westseite der Abteikirche Corvey, Gemälde, Öl/Platte, 50 × 55 cm
- 1931: Höxter - Corvey. Im Wandel der Zeit, 7 Federzeichnungen
- 1934: Weserbergland, Gemälde, Öl
- 1935: Sommerliche Flusslandschaft, Gemälde, Öl/Karton
- 1936: Stummrige Straße, Gemälde, Öl, Sammlung: Schloss Corvey
- 1937: Waldmotiv auf dem Schloepen, Gemälde, Öl, Sammlung: Schloss Corvey
- 1937: Bachstrasse mit Küsterhaus und Kilianikirche, Gemälde, Öl/Platte, 40 × 50 cm
- 1938: Historisches Rathaus (Eingang) in Höxter, Gemälde, Öl/Platte, 68 × 53 cm
- 1938: Historisches Rathaus (Erker) in Höxter, Gemälde, Öl/Platte, Stadtmuseum Höxter